# Megachile manni
Megachile manni är en biart som beskrevs av Mitchell 1934. Megachile manni ingår i släktet tapetserarbin, och familjen buksamlarbin. Inga underarter finns listade i Catalogue of Life.